# Аннесли, Хью, 5-й граф Аннесли
Хью Энсли, 5-й граф Энсли (Аннесли) (англ. Hugh Annesley, 5th Earl Annesley; 26 января 1831 — 15 декабря 1908) — британский военный офицер и член парламента от графства Кавана.

## Происхождение и образование
Родился 26 января 1831 года на Ратленд-сквер в Дублине. Второй сын Уильяма Ричарда Аннесли, 3-го графа Аннесли (1772—1838), и Присциллы Сесилии Мур (1808—1891). Он получил образование в Итонском колледже и Тринити-колледже в Дублине.

## Карьера

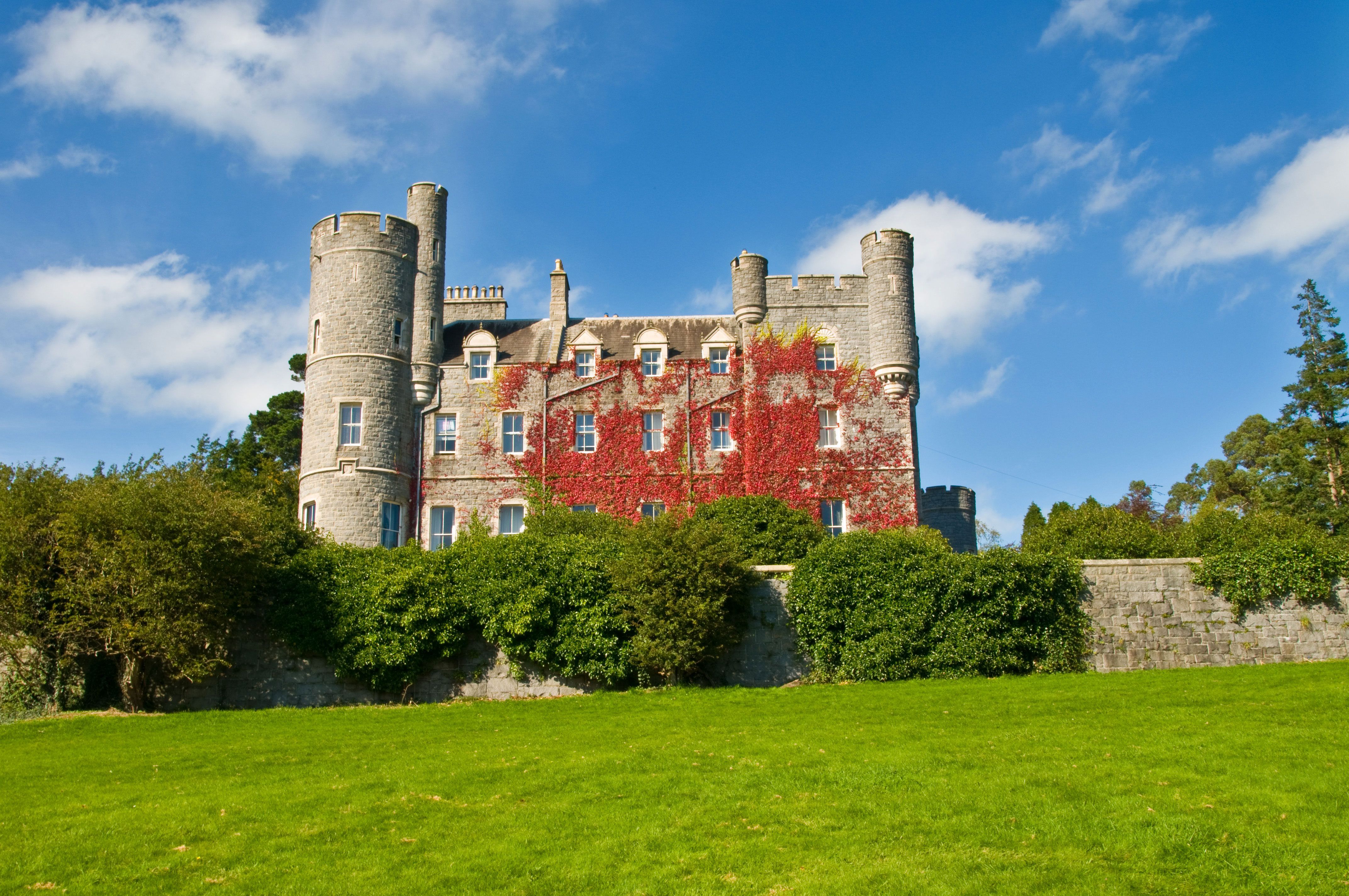
Замок Каслвеллан, резиденция графов Аннесли

Хью Энсли стал профессиональным солдатом и участвовал в Кафрских войнах в Южной Африке (1851—1853) в составе 43-го пехотного полка, получил ранение. Во время Крымской войны его челюсть была раздроблена пулей в битве при Альме в 1854 году . Он вышел в отставку в чине полковника шотландской стрелковой гвардии в 1860 году.
Хью Энсли заседал в Палате общин Великобритании от графства Кавана с 1857 по 1874 год. Сам Энсли редко выступал в общественных местах и только по армейским вопросам.
10 августа 1874 года после смерти своего бездетного старшего брата Уильяма Ричарда Энсли, 4-го графа Энсли (1830—1874), Хью Энсли унаследовал титулы 5-го графа Энсли из Каслвеллана (графство Даун), 6-го виконта Глераули из графства Фермана и 6-го барона Энсли в графстве Даун, а также фамильную резиденцию в замке Каслвеллан.
С 1877 по 1908 год — ирландский пэр-представитель в Палате лордов Великобритании.

## Дальнейшая жизнь и смерть
Хью Энслии проявлял большой интерес к садоводству и основал дендрарий в Каслвеллане. В этом ему помогал его главный садовник Томас Райан. Он курировал создание питомника Donard в Ньюкасле, графство Даун. Он был новаторским фотографом-любителем. По заказу Королевского сельскохозяйственного общества он опубликовал книгу «Красивые и редкие деревья и кустарники» (1903), иллюстрированную собственными фотографиями.
77-летний лорд Энсли скончался от сердечной недостаточности 15 декабря 1908 года в Каслвеллане, графство Даун, Ирландия. В «Таймс» появился некролог, в котором говорилось, что Энсли обладал одной из крупнейших коллекций экзотических кустарников и деревьев в Великобритании. Графство и поместье Каслвеллан унаследовал его единственный сын Фрэнсис.

## Личная жизнь

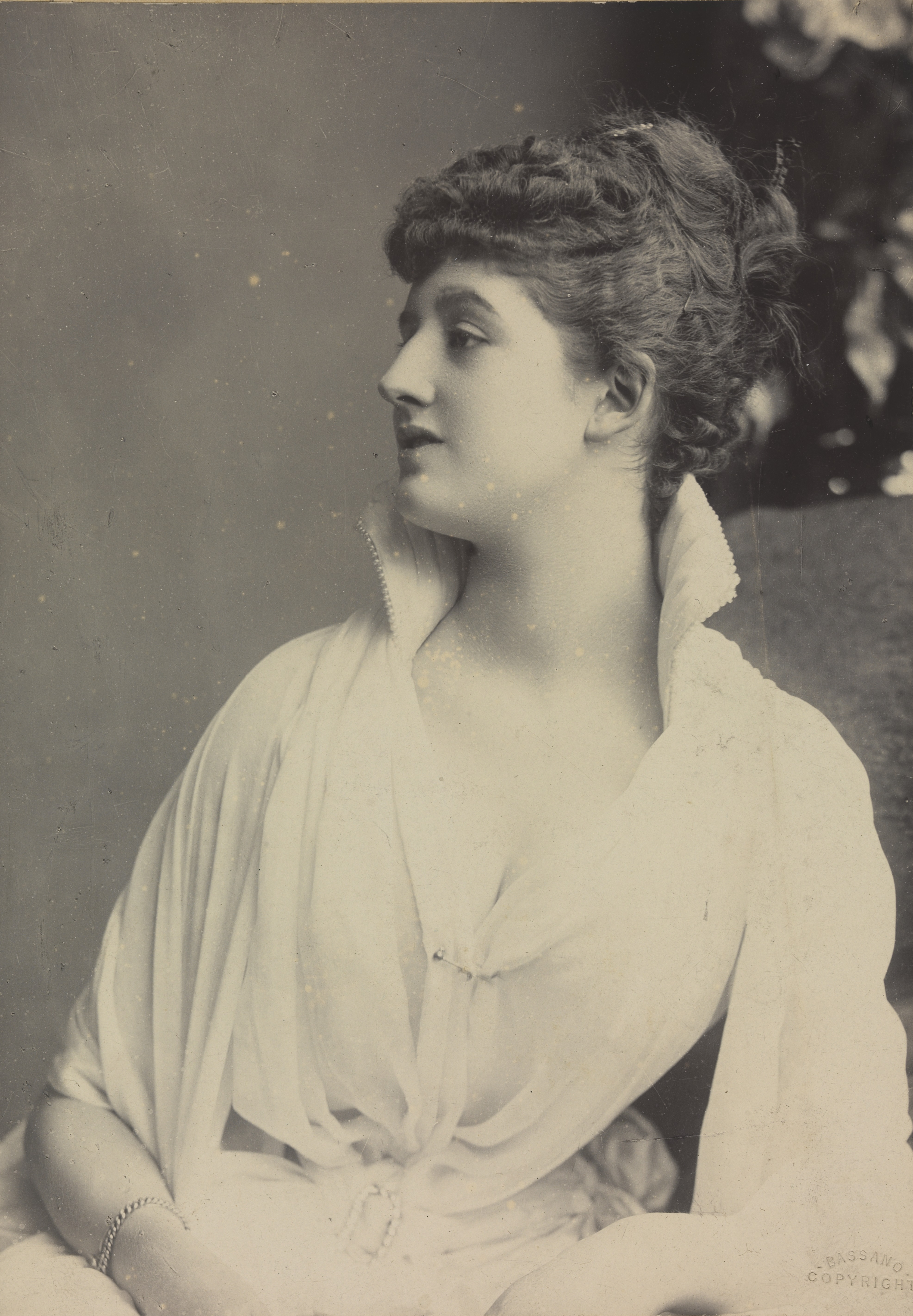
Присцилла Сесилия (урожденная Мур), графиня Аннесли, вторая жена Хью Анеесли, 5-го графа Аннесли

Лорд Энсли был дважды женат. 4 июля 1877 года в Лондоне 46-летний Хью Энсли женился первым браком на 19-летней Мейбл Вильгельмине Фрэнсис Маркем (5 апреля 1858 — 17 апреля 1891), дочери полковника Уильяма Томаса Маркема и Энн Эмили Софии Грант. У супругов было двое детей:
- Леди Мейбл Маргарита Энсли[англ.] (25 февраля 1881 — 19 июня 1959), художница-акварелист и гравер по дереву[1]. В 1904 году она вышла замуж за морского офицера Джеральда Сауэрби (1878—1913).
- Фрэнсис Энсли, 6-й граф Энсли (25 февраля 1884 — 6 ноября 1914), сын и преемник отца. Погиб во время Первой мировой войны.

2 июля 1892 года 61-летний лорд Энсли в Лондоне женился вторым браком на своей двоюродной сестре, 22-летней Присцилле Сесилии Армитейдж Мур (1870 — 9 октября 1941) , дочери Уильяма Армитиджа Мура и Мэри Меткалф. У супругов было две дочери:
- Леди Клэр Энсли[англ.] (30 июня 1893 — 7 августа 1980)[6], пацифистка и социалистка
- Леди Констанс Мэри Энсли[англ.] (24 октября 1895 — 5 октября 1975), британская писательница и актриса. В 1915 году она вышла замуж за Уильяма Майлза Маллесона.